# Măgura (okręg Vrancea)
Măgura – wieś w Rumunii, w okręgu Vrancea, w gminie Jitia. W 2011 roku liczyła 311
mieszkańców